# Conquistador (chanson)
Pour les articles homonymes, voir Conquistador (homonymie).
Chansons représentant le Portugal au Concours Eurovision de la chanson
Voltarei (pt)
(1988) Há sempre alguém (pt)
(1989)
Conquistador est la chanson représentant le Portugal au Concours Eurovision de la chanson 1989. Elle est interprétée par le groupe Da Vinci.
La chanson évoque l'empire colonial portugais.
La chanson est la neuvième de la soirée, suivant Venners nærhet (no) interprétée par Britt-Synnøve Johansen pour la Norvège et précédant En dag (sv) interprétée par Tommy Nilsson pour la Suède.
À la fin des votes, elle obtient 39 points et prend la seizième place sur vingt-deux participants.